# 世界のうめざわ
世界のうめざわ（せかいのうめざわ、1972年5月4日 -  ）は、日本の男性お笑い芸人。東京都板橋区出身。旧芸名はうめ。Wエースの門下生である。

## 来歴・人物
芸人になる前は、音楽専門学校でドラムを専攻。サンミュージックプロダクションに所属していた2002年、日本テレビ系列のバラエティ番組『進ぬ!電波少年』の企画「電波少年的ペナントレース」の広島東洋カープファンの芸人としてレギュラー出演した。元々は「楽天」というコンビで活動していたが2003年に解散し、新コンビ「オレンジパッション」を結成したがすぐに解散。以降はソロで活動する。なお、芸名は芸人仲間に「世界観があるから」と言う理由で名付けられたとのことで、世界のナベアツ（桂三度）と芸名が「世界の - 」で同じになったのは「たまたまで、パクってはいない」という。32歳頃まで司法試験の予備校の事務職員、また将棋アマ4段の資格を生かす形で将棋道場などでもアルバイトをしていた。
2007年の10月20日から長井秀和の代理で、だいたひかると隔週担当でバラエティ番組『エンタの神様』にトップに出演。「そう思う」ものとして、羽織袴にモヒカン頭の奇抜な格好で、著名人などの言動を風刺した。2008年内をもって代理出演終了。
現在は司会業の傍らで漫談もこなす。また西口プロレスにもレスラーとして参戦。キャッチフレーズは「真っ白い猛牛」 。必殺技は本人曰く「股裂き、顔面かきむしり、胴締め、首4の字」とのこと。
いつもここからの山田一成（Vo）、今泉稔（Ba）、ヒロシ（Gu）と「ハートせつなく」という4人組バンドを組んでいる（うめざわはドラム担当）。
2012年、新バンド「侵略的外来種」をヒロシ、たなみんと結成。結成からの過程をツイキャスにて不定期放送中。その後THE BLUE HEARTS、THE HIGH-LOWSのコピーバンド「デメキン公民館」でもドラムを担当。
趣味は野球、将棋（アマ4段）。魚類にも詳しく「お魚検定2級」の資格も持っている。
2013年に「楽天」時代の相方、赤江謙一と再び活動開始。新コンビ名は“Wリンダ”。漫才協会に入る。
2020年より、「株式会社やまかわエンタテインメント」に所属。

## エピソード
- 好きなサッカークラブはモンテディオ山形。

## 出演番組
- 爆笑オンエアバトル（NHK）戦績0勝1敗 最高101KB ※「楽天」時代
- 進ぬ!電波少年（日本テレビ）「電波少年的ペナントレース」
- エンタの神様（日本テレビ）キャッチコピーは「天下無双のモヒ勘流」※長井秀和の代理で出演
- 森田一義アワー 笑っていいとも!（2012年1月23日、フジテレビ）
- カンムリ ～本家に呼ばれないカープ芸人～横トーク（2017年3月10日・3月17日・7月28日・10月27日、RCCテレビ）
- Veryカープ!安仁屋倶楽部 ANIYA-CLUB（2017年10月18日、RCCテレビ） 部長：安仁屋宗八　部員No.10：世界のうめざわ